# Tapgol Park
Il Parco Tapgol, 탑골 공원?, è un parco pubblico situato a Jongno, numero civico 99, nell'omonimo distretto di Seul, in Corea del Sud. Ha una superficie di 1.50561 ettari.  Fino al 28 maggio 1992 si chiamava "Pagoda Park" (Parco Pagoda).
È accessibile tramite le linee 1, 3 e 5 della stazione di Jongno 3-ga, parte della metropolitana di Seul.